# 白身刺鎧蝦
白身刺鎧蝦（学名：Munida asprosoma）为鎧甲蝦科刺鎧蝦屬下的一个种。